# Luci III
Luci III, nascut Ubaldo Allucingoli (Lucca (1097 o 1105) – Verona, 25 de novembre de 1185), va ser el 171è papa de l'Església Catòlica des de 1181 fins a la seva mort.

## Biografia
Originari de la ciutat de Lucca, era fill d' Orlando Allucingoli. No hi ha informació sobre si estava relacionat amb els nobles de Lucca.

### Carrera eclesiàstica
Monjo de l'orde del Císter, l'any 1138 va ser nomenat cardenal diaca de Sant'Adriano al foro pel papa Innocenci II, després promogut a cardenal prevere de Santa Prassede el maig de 1141. Gràcies a les seves habilitats va ascendir ràpidament a les jerarquies de la Cúria i el 1158. va ser nomenat cardenal bisbe d'Òstia i Velletri pel papa Adrià IV. Va rebre la consagració episcopal l'any 1159. Va ser un dels cardenals més influents durant el pontificat del papa Alexandre III. El 1156 va dirigir les negociacions amb Guillem I de Sicília a Benevent. Va ser legat apostòlic a Sicília els anys 1166 i 1167. El mateix any i els dos següents va ser llegat papal a Constantinoble. Va ser degà del Sacre Col·legi des de 1163 fins a la seva elecció al tron papal.
La seva elecció va ser la primera a l'edat mitjana (no només entre les papals, sinó també entre les de reis i emperadors) en què s'havia establert el principi de majoria, en el cas del conclave una majoria qualificada de dos terços dels votants, sobre la base del licet de vitanda discordia d'Alexandre III de 1179; fins aquell moment tots els nomenaments, fins i tot pel que fa a “elecció”, es feien amb el mètode que avui definim com a "aclamació".

#### Conclaves
Com a cardenal, Ubaldo Allucingoli va participar en els conclaves següents:
- conclave de 1143, que elegí el papa Celestí II
- conclave de 1144, que elegí el papa Luci II
- conclave del 1145, que elegí el papa Eugeni III
- conclave del 1153, que elegí el papa Anastasi IV
- conclave de 1154, que elegí el papa Adrià IV
- conclave de 1159, que elegí el papa Alexandre III
- conclave de 1181, en el qual fou elegit papa

### Pontificat
Després d'haver estat elegit papa, als 84 anys, va ser coronat a Velletri, ciutat on va ser bisbe, va ocupar també la seu papal durant dos anys, i aquí va fer les seves primeres promocions cardenalicies. Va viure a Roma de novembre de 1181 a març de 1182, però la dissidència que regnava a la ciutat el va empènyer a passar la resta del seu papat fora de la Ciutat, principalment a Velletri i Anagni, finalment a Verona.

#### Relacions amb l'emperador
Luci es va enfrontar amb l'emperador Frederic I per la possessió dels territoris que havien pertangut a la comtessa Matilde de Toscana. La polèmica sobre la successió a l'herència de la comtessa havia quedat pendent des de la Pau de Venècia (conclosa pel seu predecessor Alexandre III el 1177), i l'emperador Frederic va proposar el 1182 que la Santa Seu renunciés a les seves pretensions, rebent a canvi dues dècimes dels ingressos imperials d'Itàlia: un dècim per al Papa i l'altre per als cardenals. Luci no va acceptar ni aquesta proposta ni un compromís presentat per Frederic l'any següent; ni la discussió personal entre els dos poderosos, que va tenir lloc a Verona l'octubre de 1184, va portar a resultats definitius.
Mentrestant, altres motius de desacord van aparèixer en la negativa del Papa a satisfer els desitjos de Frederic pel que fa a la regulació de les eleccions episcopals alemanyes, que havien tingut lloc durant el cisma, [2] , i en particular de les controvertides eleccions per a la seu episcopal de Trèveris. el 1183 .
L'any 1184 Luci III va conèixer l'abat Gioacchino da Fiore prop de l'abadia de Casamari, de qui va rebre la interpretació d'una profecia i després li va concedir la Licentia Scribendi. A més, el Pontífex va instar Gioacchino a escriure les seves obres, com ho testimonien Luca Campano i el mateix fundador de l'orde dels Florians.
En la recerca de la seva política de defensa de les prerrogatives papals, Luci va declinar finalment, el 1185, la invitació de coronar Enric VI com a successor predestinat de Frederic, i la fractura entre l'imperi i la Santa Seu es va fer encara més àmplia en qüestions de política italiana.

#### Els darrers anys
El novembre de 1184 Luci III va celebrar un sínode a Verona, que va condemnar els càtars, els patarins, els valdesos i els arnaldistes, i anatematitzar tots els que havien estat declarats heretges i els seus partidaris. Al final del sínode amb la butlla Ad abolendam, va condemnar totes les formes d'heretgia i va encarregar a tots els bisbes de dur a terme una investigació acurada sobre l'heretgia a la seva diòcesi, una o dues vegades l'any.
El 1185 van començar els preparatius per a la Tercera Croada, en resposta a les crides de Balduí IV de Jerusalem. Abans que s'acabessin, Luci va morir als 88 anys a Verona i va ser enterrat a la catedral d'aquesta ciutat.

## Consistoris
El papa Luci III durant el seu pontificat va crear 17 cardenals durant 5 consistoris diferents i.